# Gloriana (bướm đêm)
Gloriana  là một chi bướm đêm thuộc họ Erebidae.

## Hình ảnh

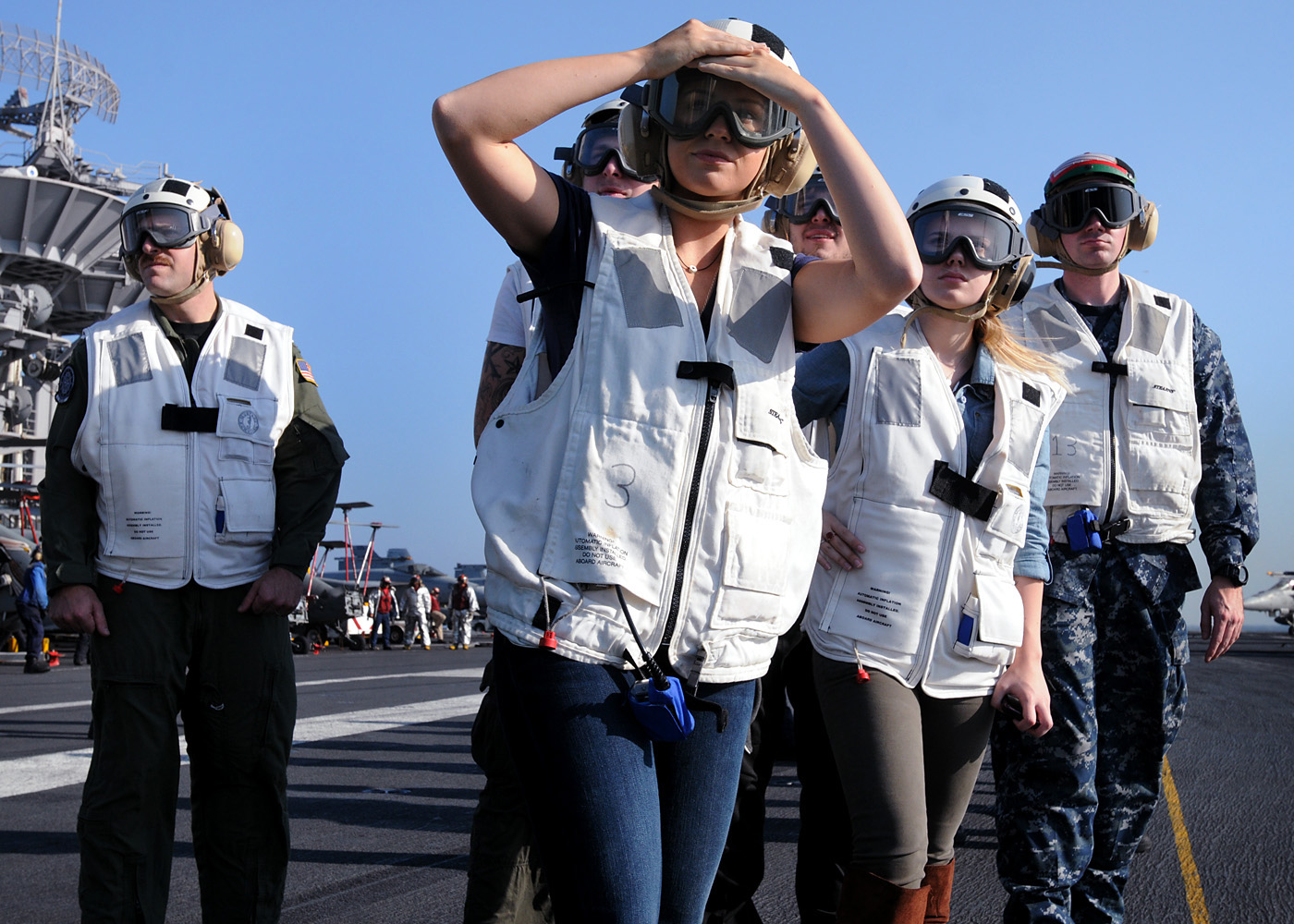
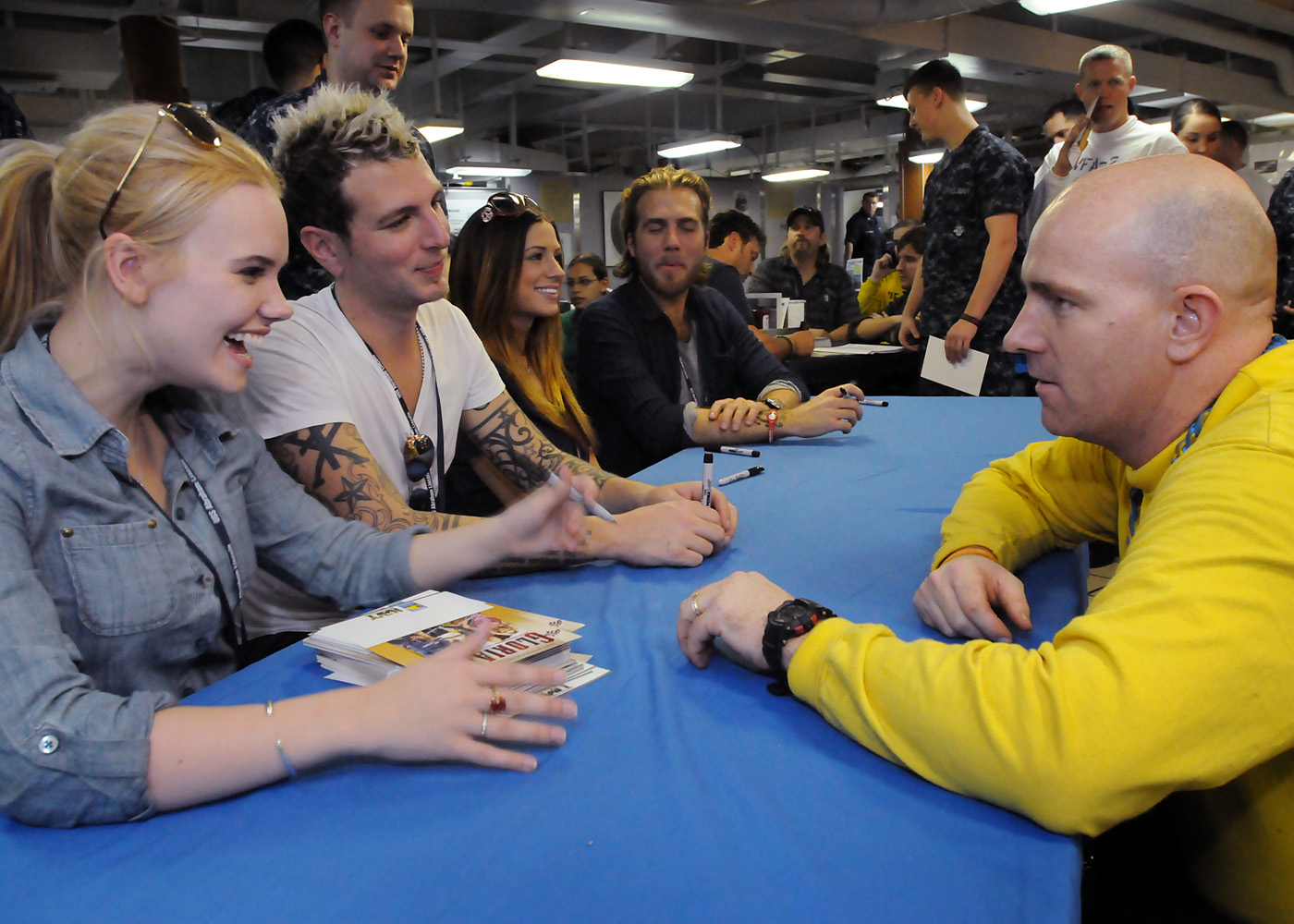
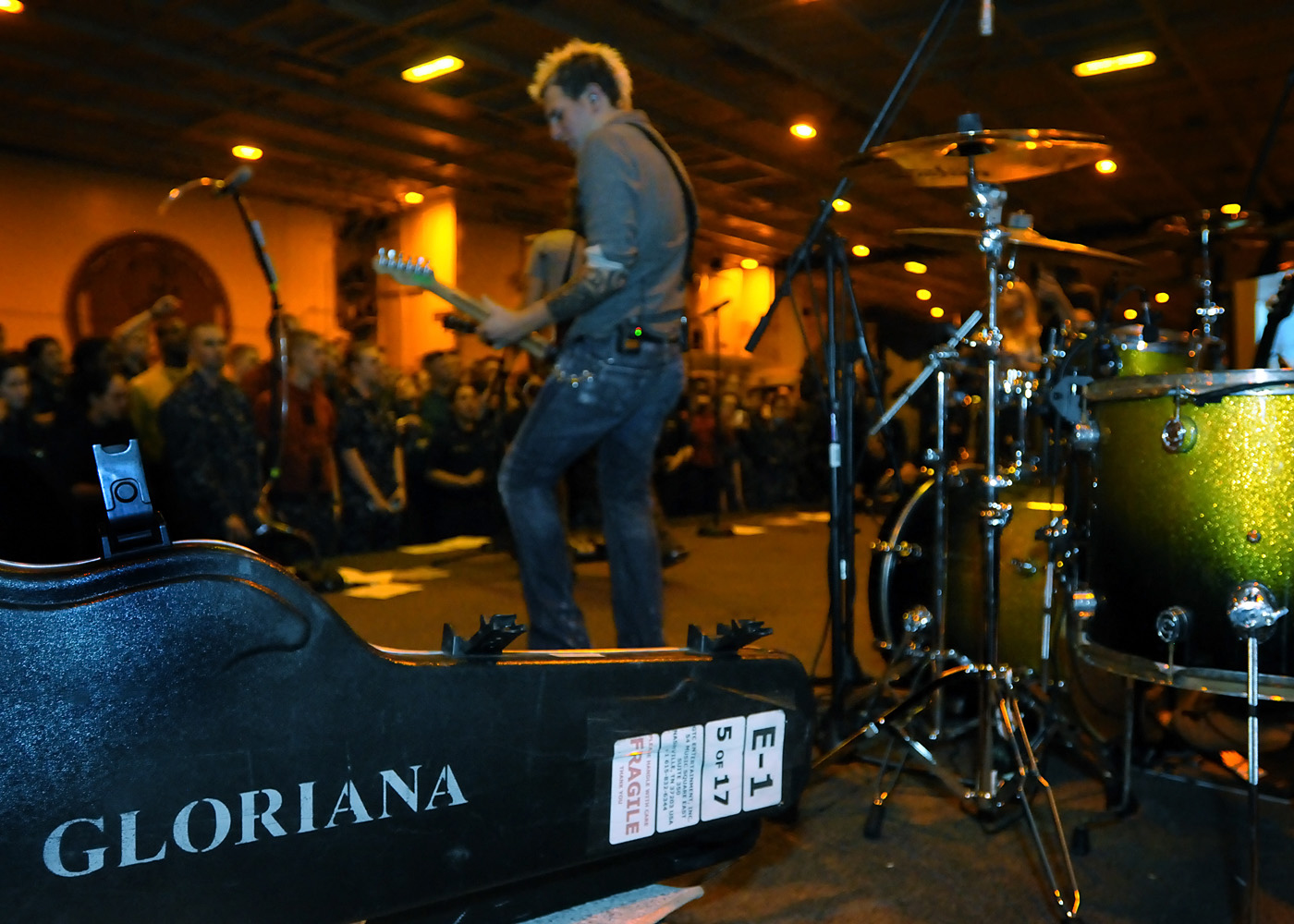
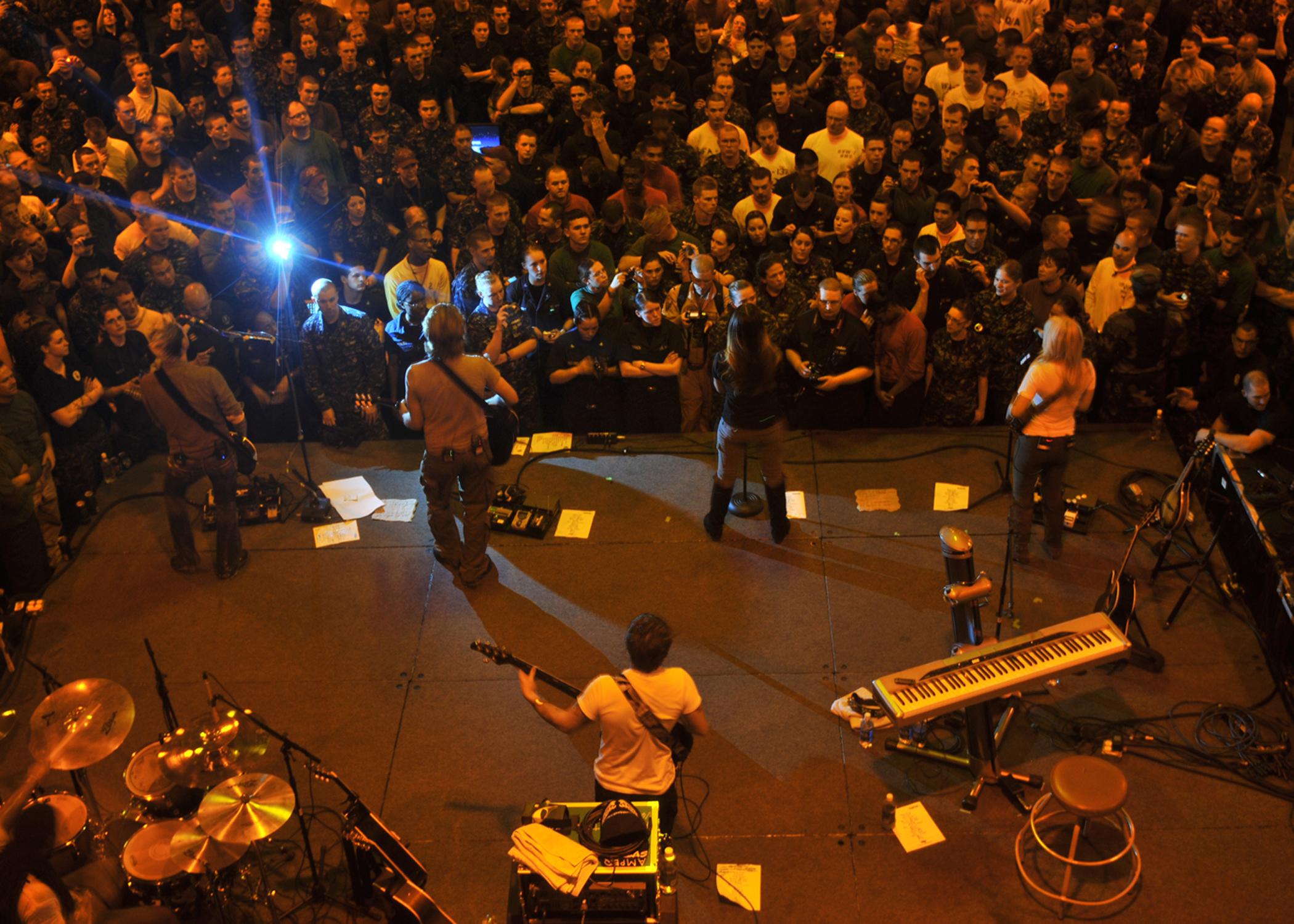